# Condado de Casey
El condado de Casey (en inglés: Casey County) es un condado en el estado estadounidense de Kentucky. En el censo de 2000 el condado tenía una población de 15.447 habitantes. La sede de condado es Liberty. El condado fue fundado en 1807 y fue nombrado en honor al coronel William Casey, quien luchó en la Guerra de Independencia de los Estados Unidos.

## Geografía
Según la Oficina del Censo, el condado tiene un área total de 1.160 km² (446 sq mi), de la cual toda es tierra.

### Condados adyacentes
- Condado de Boyle (norte)
- Condado de Lincoln (noreste)
- Condado de Pulaski (sureste)
- Condado de Russell (sur)
- Condado de Adair (suroeste)
- Condado de Taylor (oeste)
- Condado de Marion (noroeste)

## Demografía
En el  censo de 2000, hubo 15.447 personas, 6.260 hogares y 4.419 familias residiendo en el condado. La densidad poblacional era de 35 personas por milla cuadrada (14/km²). En el 2000 había 7.242 unidades unifamiliares en una densidad de 16 por milla cuadrada (6/km²). La demografía del condado era de 98,30% blancos, 0,33% afroamericanos, 0,28% amerindios, 0,06% asiáticos, 0,05% isleños del Pacífico, 0,31 de otras razas y 0,66% de dos o más razas. 1,28% de la población era de origen hispano o latino de cualquier raza. 
La renta promedio para un hogar del condado era de $21.580 y el ingreso promedio para una familia era de $27.044. En 2000 los hombres tenían un ingreso medio de $22.283 versus $17.885 para las mujeres. La renta per cápita para el condado era de $12.867 y el 25,50% de la población estaba bajo el umbral de pobreza nacional.

## Ciudades y pueblos
| - Bethelridge - Dunnville - Liberty | - Middleburg - Phil - Teddy | - Walltown - Windsor - Yosemite |